# 済広高速道路

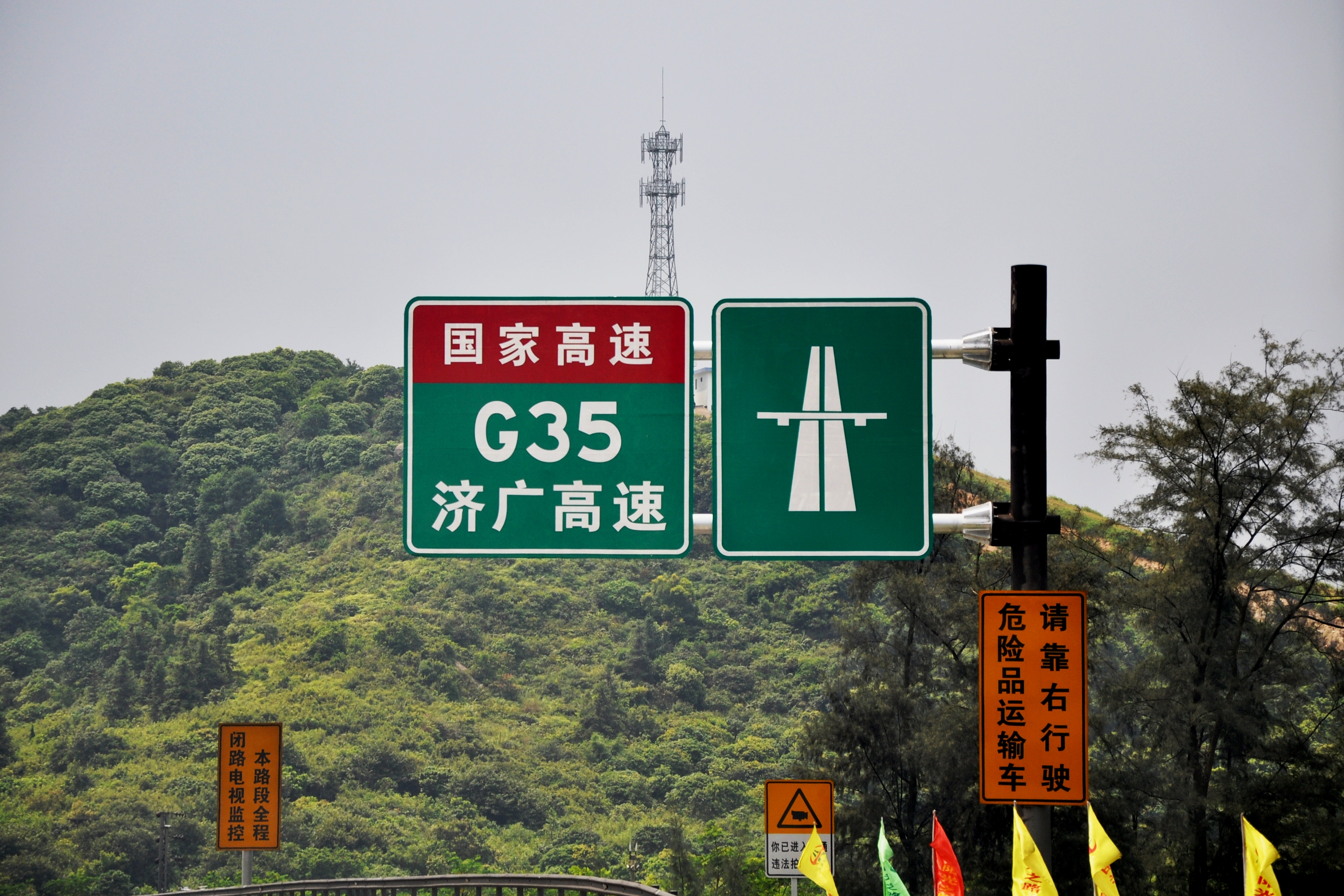
広東省広州市の蘿崗料金所に設置された済広高速道路を表す標識

済広高速道路（済南-広州高速道路）（さいこうこうそくどうろ、簡体字: 济广高速公路（济南-广州高速公路））は、中華人民共和国の山東省済南市と広東省広州市を結ぶ全長1986kmの高速道路である。路線番号はG35 。

済広高速道路を表す標識（道路名表示あり）
済広高速道路を表す標識（道路名表示なし）